# Reduncins
Els reduncins (Reduncinae) són una subfamília de vuit espècies d'antílop, que viuen totes en aiguamolls, planes d'inundació o altres zones ben irrigades i que inclouen els cobs i els redunques. Aquests antílops aparegueren per primer cop en el registre fòssil fa 7,4 milions d'anys a Euràsia i 6,6 milions d'anys a Àfrica.